# Gorteen
Gorteen (ook Gurteen, Iers: Goirtín) is een plaats in het Ierse graafschap Sligo. De plaats telt 250 inwoners.